# 卡爾巴赫河 (美因河支流)
49°53′7.5″N 9°35′55″E / 49.885417°N 9.59861°E

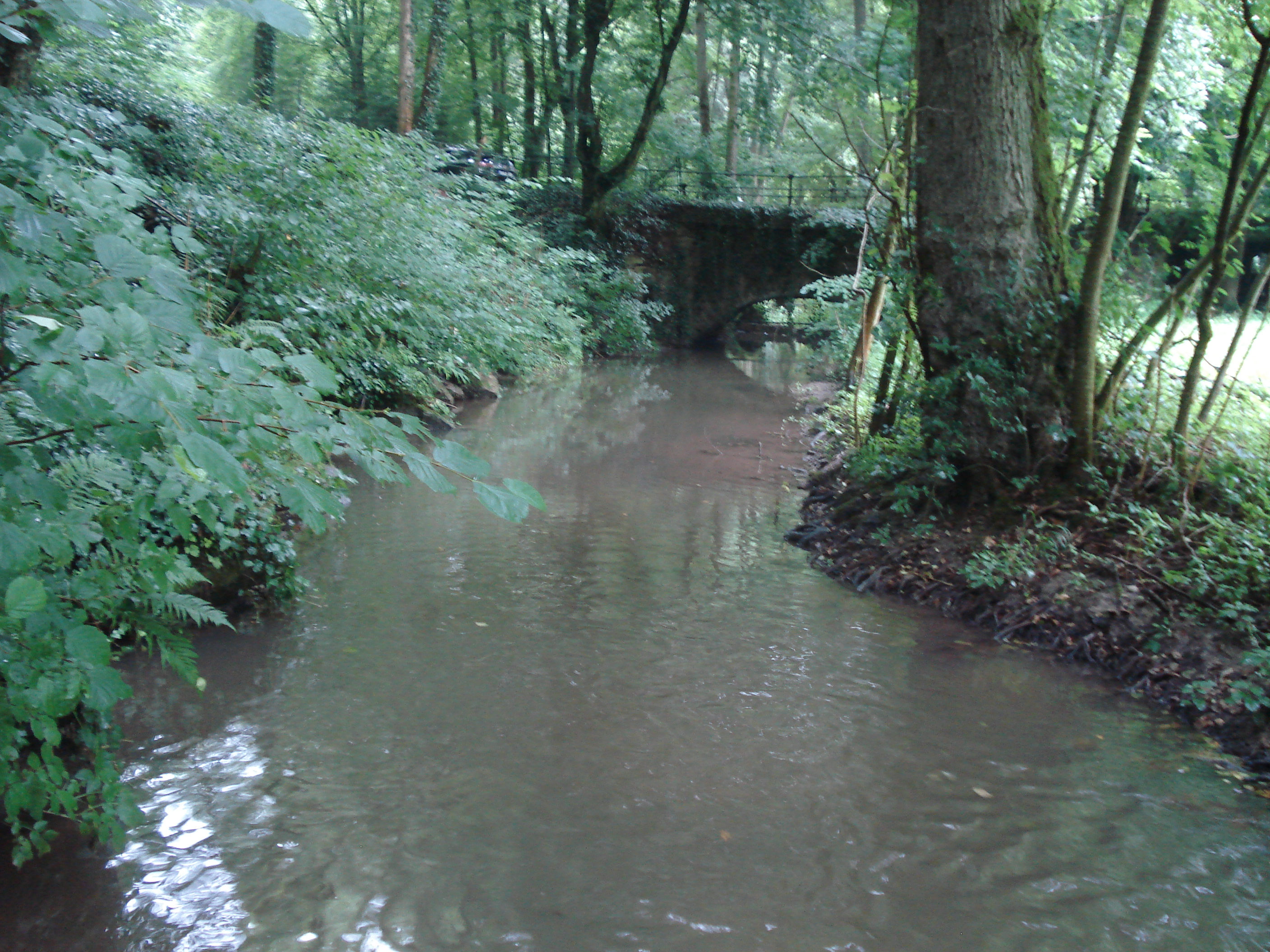

卡爾巴赫河（德語：Karbach），是德國的河流，位於該國東南部，由巴伐利亞負責管轄，屬於美因河的左支流，河道全長13.5公里，流域面積73.4平方公里，河口處在馬克特海登費爾德。